# Śmiertelny rejs
Śmiertelny rejs (ang. Deep Rising) – amerykańsko-kanadyjski horror z 1998 roku.

## Fabuła[1]
Grupa piratów wdziera się na pokład luksusowego transatlantyckiego statku Argonautica z zamiarem obrabowania jego bogatych pasażerów. Na pokładzie odnajdują jednak zmasakrowane ciała załogi i pasażerów. Wkrótce sami stają się obiektem ataku krwiożerczych morskich istot.

## Obsada
- Treat Williams: John Finnegan
- Famke Janssen: Trillian St. James
- Anthony Heald: Simon Canton
- Kevin J. O’Connor: Joey Pantucci
- Wes Studi: Hanover
- Derrick O’Connor: kapitan Atherton
- Jason Flemyng: Mulligan
- Cliff Curtis: Mamooli
- Clifton Powell: Mason
- Trevor Goddard: T-Ray Jones
- Djimon Hounsou: Vivo
- Una Damon: Leila
- Clint Curtis: Billy